# Donovan Taofifénua
Pour les articles homonymes, voir Taofifénua.
Pas d'image ? Cliquez ici

a Compétitions nationales et continentales officielles uniquement.

b Matchs officiels uniquement.
Dernière mise à jour le 16 juin 2025.
Donovan Taofifénua, né le 30 mars 1999 à Grenoble, est un joueur français de rugby à XV. Polyvalent, il est capable de jouer aussi bien à l'aile qu'à l'arrière.

## Biographie
Fils de Jean-Jacques Taofifénua, ancien talonneur passé notamment par le RRC Nice et le FC Grenoble, il est aussi le cousin des internationaux français Romain et Sébastien Taofifénua, ainsi que de Filimo Taofifénua.

### Carrière en junior et début pro avec l'ASM Clermont
Natif de Grenoble où son père Jean-Jacques et son oncle Willy évoluent, il débute le rugby à l'US Mouguerre en 2004, puis à l'USA Limoges où son père jouait à l'époque, ainsi qu'au sein de la JA Isle. Donovan rejoint le centre de formation de l'ASM en 2014 où il remportera, lors de la saison 2017-2018, le championnat de France espoirs.
Il devient notamment champion du monde junior en 2019 avec l'équipe de France des moins de 20 ans, il fait ensuite ses débuts en Top 14 avec l'ASM Clermont Auvergne lors de la saison 2019-2020.

### Au Racing 92
Il rejoint cependant le Racing la saison suivante, à la recherche de plus de temps de jeu. II y marque six essais dans la première partie de la saison, dont un triplé, son premier en professionnel, contre Bayonne le 29 novembre 2020, ce qui lui vaudra d'être appelé pour la première dans le groupe de l'équipe de France pour la finale de la Coupe d'automne des nations contre l'Angleterre, l'après-midi de son exploit contre Bayonne ; il ne participe néanmoins pas à la rencontre. Il sera appelé de nouveau pour le Tournoi des Six Nations 2021 pour pallier la blessure de Gabin Villière mais ne jouera aucun match. Il est souvent présent sur les feuilles de matchs, en Top 14 comme en Coupe d'Europe, où il inscrit respectivement 10 et 2 essais en 21 et 3 matchs lors des exercices 2020-2021.

## Palmarès
Donovan Taofifenua possède un titre de champion de France et un titre de champion du monde, à chaque fois dans les catégories jeunes, avec l'ASM Clermont et l'équipe de France des moins de 20 ans.

### En club
- Vainqueur du Championnat de France espoirs de rugby à XV en 2018, avec l'ASM Clermont

### En équipe nationale
- Vainqueur du Championnat du monde junior de rugby à XV en 2019